# فدراسیون امپراتوری

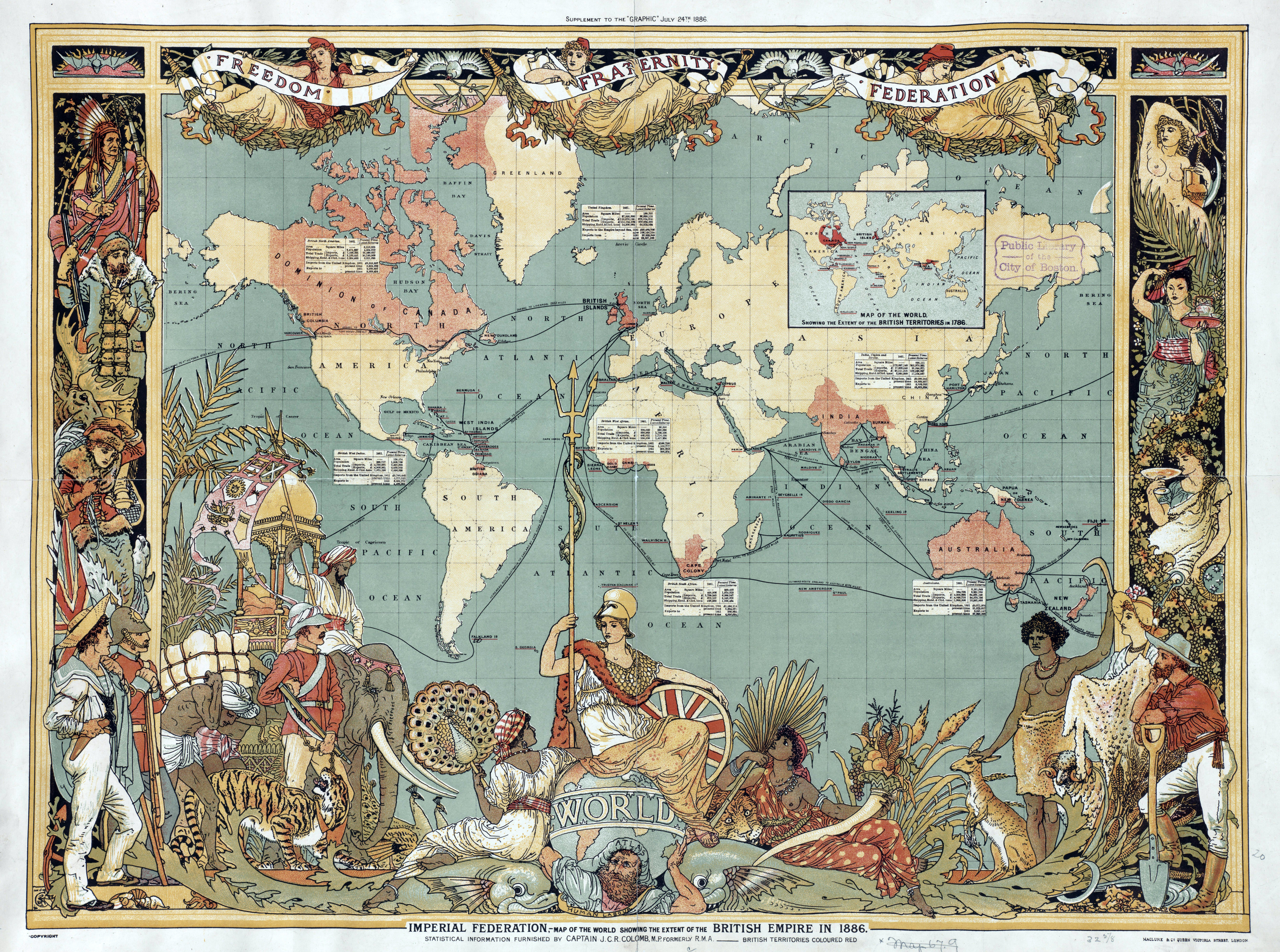
این نقشه امپراتوری بریتانیا را در سال ۱۸۸۶، (پیش از گسترش آن در آفریقا) نشان می‌دهد

فدراسیون امپراتوری (انگلیسی: Imperial Federation) مجموعه‌ای از پیشنهادهایی است که در اواخر قرن نوزدهم و اوایل قرن بیستم برای ایجاد یک اتحادیهٔ فدرال (فدراسیون) برای جایگزینی امپراتوری بریتانیا موجود بود و آن را به عنوان جایگزینی برای امپریالیسم استعماری معرفی می‌کرد. چنین پیشنهادی هرگز پذیرفته نشد، اما طرح‌های مختلفی در استرالیا، کانادا، نیوزیلند و دیگر مناطق استعماری رایج بود. این پروژه توسط اتحادیه گرایان مانند جوزف چمبرلین به عنوان جایگزینی برای پیشنهادهای ویلیام گلادستون برای حاکمیت محلی در ایرلند حمایت شد.
پیشنهادهای زیادی ارائه شد، اما هیچ‌یک از آنها حمایت اکثریت را نداشت. لیگ فدراسیون امپراتوری، گروه اصلی مدافع، در سال ۱۸۹۳ به دو دسته تقسیم شد که یک گروه دفاع امپریالیستی و گروه دیگر تجارت امپراتوری را تشویق می‌کرد. پیشنهادهای مختلفی ارائه شد که بیشتر آنها خواستار تشکیل ایالت واحد با پارلمان امپراتوری مستقر در لندن بودند. چنین پیشنهادهایی نیز هرگز اجرا نشدند و استعمارزدایی در نهایت برای اکثریت قریب به اتفاق مستعمرات بریتانیا از اواسط قرن بیستم اتفاق افتاد.
مجلس جدید قرار بود با همکاری با تجارت داخلی، روابط خارجی، دفاع و سایر مسائلی که کل فدراسیون را تحت تأثیر قرار می‌دهد، برخورد کند. پارلمان جدید نمایندگانی از هند خواهد داشت که مستقیماً بر هند حکومت می‌کنند، در حالی که قلمروهایی مانند استرالیا، کانادا، نیوزلند، نیوفاندلند و آفریقای جنوبی و همچنین مستعمره‌های سلطنتی مانند قبرس، جبل‌الطارق، مالت و سنگاپور دارای خودمختاری داخلی خواهند بود، هرچند هنوز در برابر این پارلمان جدید در لندن پاسخگو هستند، مشابه با اعطای اختیارات به والند شمالی در زمان والند. اواخر قرن بیستم در فدراسیون امپراتوری، ایرلند همچنین دارای حکومت خودگردان بود که انتظار می‌رفت تقاضا برای استقلال در ایرلند را کاهش دهد.